# Červené Poříčí

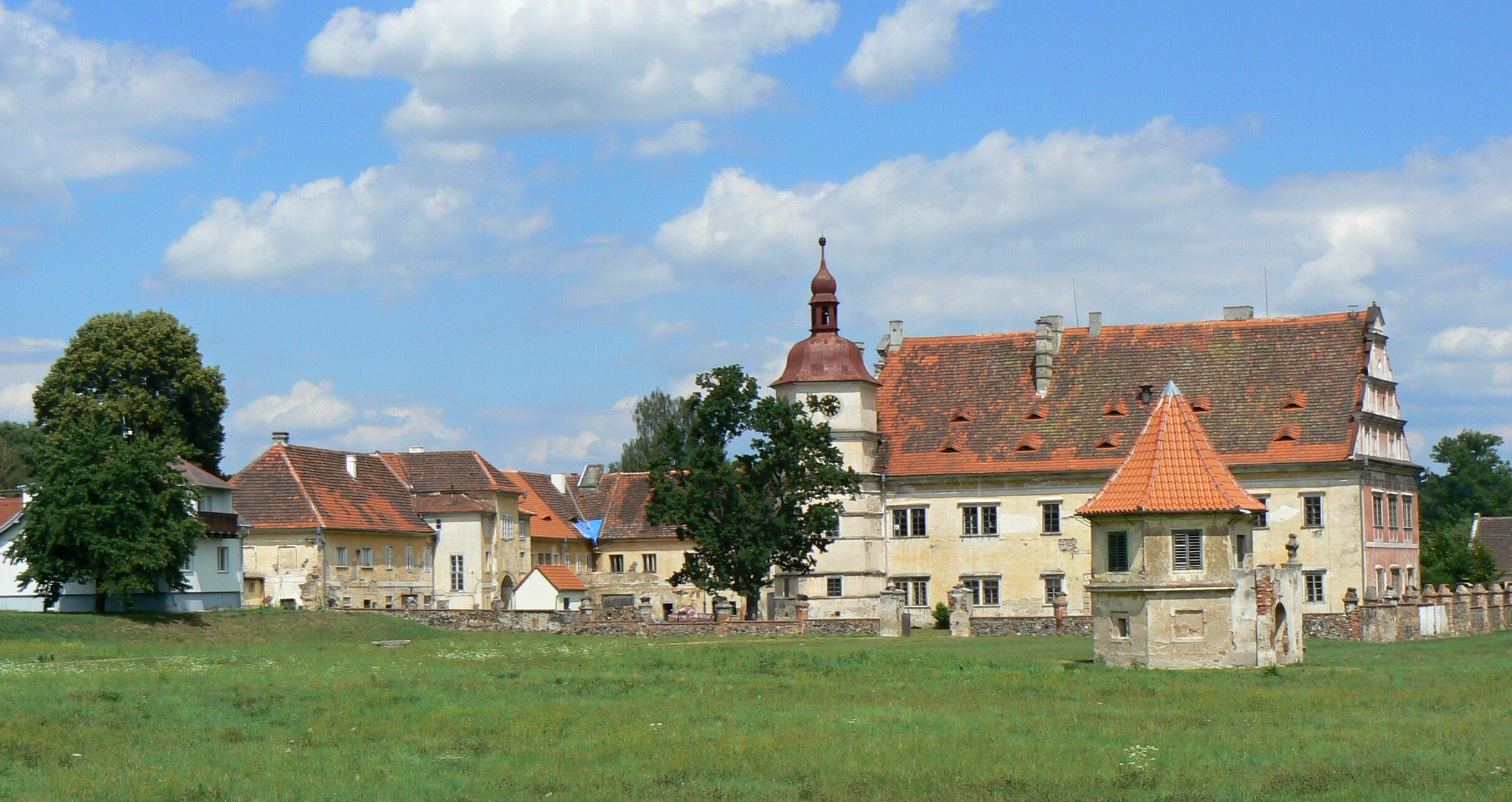
Schloss Červené Poříčí

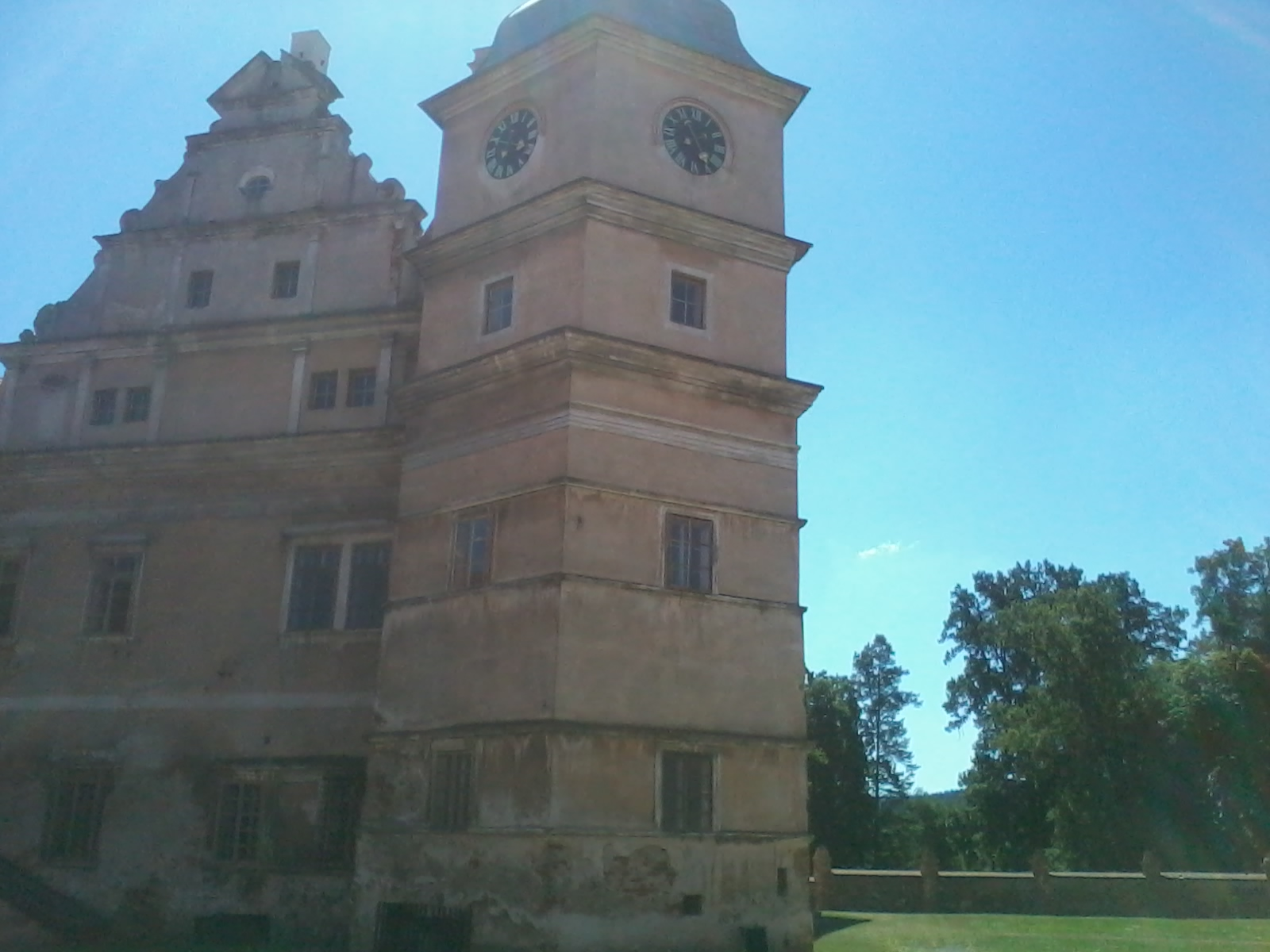
Schlossturm

Červené Poříčí (deutsch Kronporitschen, auch Kron-Poritschan bzw. Rothporitschen) ist eine Gemeinde in Tschechien. Sie liegt neun Kilometer südlich von Přeštice und gehört zum Okres Klatovy.

## Geographie
Červené Poříčí befindet sich im Schwihauer Bergland (Švihovská vrchovina) unterhalb der Einmündung der Třebýcinka am linken Ufer der Úhlava. Nördlich erhebt sich die Stramchyně (543 m), im Nordosten die Hora (461 m), die Skalka (484 m) und der Loupensko (560 m), im Südosten die Matějkovna (515 m), südlich die Lysina (444 m), im Südwesten der Tuhošť (601 m), westlich der Ve Spáleném (525 m) und die Kněžhora (492 m) sowie nordwestlich die Stříbrnice (540 m). Durch Červené Poříčí führt die E 53/Staatsstraße I/27 zwischen Klatovy und Přeštice. Östlich des Dorfes verläuft die Bahnstrecke Železná Ruda–Plzeň, der Haltepunkt Červené Poříčí liegt einen Kilometer außerhalb des Dorfes.
Nachbarorte sind Vřeskovice, Mstice und Borovy im Norden, Nezdice und Jíno im Nordosten, Stropčice und Kaliště im Osten, Malinec, Mečkov, Bezděkov und Třebýcinka im Südosten, Pod Skálou, Kamýk, Vosí und Za Vodou im Süden, Švihov, Vodotečský Dvůr, Mezihoří und Ježovy im Südwesten, Kámen, Zderaz und Lhovice im Westen sowie Biřkov, Hůrka, Bolkov und Roupov im Nordwesten.

## Geschichte
Die erste schriftliche Erwähnung von Poříčí erfolgte im Jahre 1318 als Sitz des Jaroslav von Poříčí. Ab 1321 war auch dessen Bruder Drslav von Poříčí und Jinín Mitbesitzer, Jaroslav gebrauchte seit dieser Zeit auch das Prädikat von Skočice. Die Herren von Poříčí führten dasselbe Wappen wie die von Czernin und waren wahrscheinlich auch stammesverwandt. Ab 1411 gehörte das Gut Radslav von Kočov auf Měčín und Poříčí; er veräußerte es um 1446 an Peter Brada von Nekmíř. 1473 erwarb Johann von Riesenberg auf Rabí das Gut Poříčí und schlug es seiner Herrschaft Švihov zu. Heinrich Švihovský von Riesenberg verkaufte Poříčí 1547 an Heinrich Mladota von Jelmanice, der an der Úhlava eine Wasserfeste erbauen ließ. Dieser verkaufte die Feste, den Hof und das Dorf Poříčí 1569 für 2300 Schock Meißnische Groschen an Nikolaus Schütz von Drahenitz. Unter dessen Söhnen Albrecht und Adam gelangte das Gut zu wirtschaftlicher Blüte und wurde um zahlreiche Dörfer erweitert. 1601 erbte Albrechts Sohn Nikolaus den Besitz, der den Ruf eines Tyrannen erlangte. Er ließ die Feste zu einem Schloss im sächsischen Renaissancestil umgestalten. Die weithin sichtbaren roten Ziegeldächer des neuen Schlosses führten zu dem Ortsnamen Roth Poritschen bzw. Červené Poříčí.
Wegen seiner Teilnahme am Ständeaufstand von 1618 wurde Nikolaus Schütz von Drahenitz 1623 mit dem Verlust von zwei Dritteln seines Vermögens bestraft. Das Gut Roth Poritschen mit den Dörfern Borovy, Červené Poříčí, Dolní Třebetín, Horní Třebetín, Kaliště, Kbel, Kokšín, Jíno, Nedanice, Nedaničky, Oplot, Vosí, Vřeskovice und Zelené sowie einem Kretscham in Nezdice wurde auf 87.127 Schock Meißnische Groschen taxiert und im selben Jahre an den kaiserlichen Obristen Adam Philipp XI. von Cronberg verkauft. Zu dessen Zeiten entstand der Name Kronporitschen / Korunní Poříčí. Von Kronbergs Tochter verkaufte die Herrschaft Kronporitschen an Johann Georg Freiherr von der Hauben. Der kaiserliche Generalfeldwachtmeister wurde 1704 in den Grafenstand erhoben, er erweiterte die Herrschaft im gleichen Jahr noch um das Gut Roupov. 1717 fiel er als  Feldmarschallleutnant in der  Schlacht von Belgrad. Seine Tochter Franziska Augusta und deren Mann Maximilian Joseph Graf von Törring-Jettenbach-Raenkam brachten die Herrschaft Kronporitschen weiter empor und ließen u. a. einen Hochofen anlegen. Die zunehmende Überschuldung zwang ihren Sohn Norbert von Törring-Jettenbach-Raenkam zur öffentlichen Versteigerung der Herrschaft, aus der sie Clemens Franz de Paula von Bayern erwarb. Maximilian Joseph III. von Pfalz-Zweibrücken, dem die Herrschaft seit 1795 gehörte, musste 1805 mit der Annahme der bayerischen Königswürde seine Besitzungen in Böhmen an Erzherzog Ferdinand von Salzburg abtreten. Im Jahre 1815 wurden durch einen Familienvertrag des Hauses Habsburg-Lothringen die dem Großherzog von Toskana zustehenden böhmischen Herrschaften Reichstadt, Politz, Ploschkowitz, Tachlowitz, Buschtiehrad, Swollinowes, Kronporitschen und Katzow unter dem Titel Herzogtum Reichstadt vereint. Kaiser Franz I. von Österreich überschrieb dieses 1818 seinem Enkel Napoleon Franz Bonaparte, der daraufhin den Titel eines Herzogs von Reichstadt führte. 1824 wurde die Herrschaft Kronporitschen an Großherzog Leopold von Toskana übertragen.
Nach der Aufhebung der Patrimonialherrschaften bildete Červené Pořičí/Kronporitschen ab 1850 eine Gemeinde im Gerichtsbezirk Přestitz. Ab 1868 gehörte die Gemeinde zum Bezirk Přestitz. Seit dem Beginn des 20. Jahrhunderts wird die Schreibweise Červené Poříčí verwendet. Besitzer des Schlosses und des Gutes Kronporitschen waren nachfolgend die Kaiser Ferdinand I., Franz Joseph I. und Karl I. Nach dem Zusammenbruch der k.u.k. Monarchie und der Gründung der Tschechoslowakei 1918 wurde das k.u.k. Fondsgut Kronporitschen durch den tschechoslowakischen Staat konfisziert. Nach dem Zweiten Weltkrieg ging das Schloss in den Besitz des Tschechoslowakischen Staatsforstes über.
Im Zuge der Gemeindegebietsreform von 1960 wurden Kaliště, Jíno (mit Stropčice) und Třebýcinka (mit Bezděkov) eingemeindet und die Gemeinde dem Okres Klatovy zugeordnet. Am 30. April 1976 wurde Červené Poříčí mit seinen Ortsteilen nach Švihov eingemeindet. Seit dem 24. November 1990 bildet Červené Poříčí wieder eine eigene Gemeinde. Die Gemeinde gehört zur Mikroregion Běleč.

## Gemeindegliederung
Für die Gemeinde Červené Poříčí sind keine Ortsteile ausgewiesen. Zu Červené Poříčí gehört die Einschicht Vodotečský Dvůr (Wodotescher Hof).

## Sehenswürdigkeiten
- Renaissanceschloss Červené Poříčí, die Mitte des 16. Jahrhunderts durch Heinrich Mladota von Jelmanice errichtete Feste wurde bis 1611 durch Nikolaus Schütz von Drahenitz zu einem repräsentativen Schloss umgebaut. 1765 erfolgte unter dem Baumeister Anton Johann Kunz eine barocke Umgestaltung des Schlosses; dabei entstand auch der Schlosspark, entlang der Mauer wurden 23 steinerne Büsten böhmischer Herrscher aufgestellt, die heute in der Eingangshalle des Schlosses untergebracht sind. Seit 2010 steht das Schloss auf der Liste der Nationalen Kulturdenkmale.
- Ehemalige Brauerei, erbaut im 18. Jahrhundert, sie produzierte früher das Bier Poříčský Regent.
- Kapelle des hl. Johannes von Nepomuk, an der Straße nach Švihov, geschaffen in der Mitte des 18. Jahrhunderts
- Kapelle Herz Jesu, vor dem Schloss, geschaffen in der Mitte des 18. Jahrhunderts
- Statue des hl. Johannes von Nepomuk
- Berg Tuhošť mit Resten einer 3000 Jahre alten Burgstätte